# 오지촌 (오사카부)
오지촌(일본어: 小路村)은 일본 오사카부 히가시나리군에 설치되었던 촌이다. 현재의 오사카시 히가시나리구와 이쿠노구의 일부에 해당한다.

## 역사
- 1889년 4월 1일 - 정촌제 시행에 의해 히가시나리군 오지촌이 성립하였다.
- 1925년 4월 1일 - 오사카시에 편입해 히가시나리구의 일부가 되었다.
- 1943년 4월 1일 - 분구에 의해 이쿠노구의 일부가 되었다.

## 교통

### 철도
- 오사카 전기철도 (현 긴키 닛폰 철도)
  - 이마자토 가타에선

## 참고문헌
- 角川日本地名大辞典 27 大阪府